# 铃
铃是一種小型金屬器物，形狀有兩種，一種類似倒放的碗，內部有球狀硬物系在頂部，另一種呈球形，內有球狀硬物，用於發出清脆的響聲。鈴的材质大部分是铜质结构，也有其他金屬或玻璃製的鈴。外部有些會镂刻着各种图案。有搖鈴、風鈴等多種。中國以外的國家有巨型的鈴，懸放于建築物的某些部位。

## 使用
手握鈴搖動鈴。常用作樂器。

### 古代
唐朝學士院懸掛鈴用於告警。軍隊中夜裡響鈴，讓軍隊里的人知道軍情緊急程度。《唐制》：“學士院深嚴，懸鈴備警，長慶中河北用兵，常夜作聲以鳴緩急。”《李德裕詩》：“銀花懸院榜，風撼引神鈴。”《墨莊漫錄》：“明宣德年，帝夢神語，雨打無聲鼓子花，帝口占，風吹不響鈴兒草，至今傳爲絕對。”《周禮·春官·巾車》：“大祭祀，鳴鈴以應雞人。”

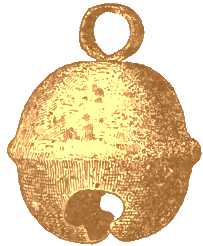
北美洲哥伦比亚原住民制造的铜鈴

## 相關
- 鐘 (敲擊器)
- 鐘樓 (東亞)